# 大久保忠政
大久保 忠辰（おおくぼ ただとき）は、江戸時代前期の武将、江戸幕府旗本。

## 生涯
三河譜代・大久保氏の一族で、徳川家康に仕えた大久保忠益の長男。兄・忠辰と同じく、幼少時より家康の嫡男・徳川秀忠に仕える。慶長5年（1600年）関ヶ原の戦いでは忠辰と同じく秀忠軍に附属し、上田合戦に従軍する。慶長19年（1614年）再従兄弟にあたる幕府重鎮・大久保忠隣の失脚に連座し、兄の忠辰や弟の忠尚ともども閉門となる。同年、大坂冬の陣では兄弟で密かに秀忠勢に列し、翌年の夏の陣では天王寺の戦いで首級を挙げたために閉門を解かれた。元和2年（1616年）秀忠嫡男の竹千代（徳川家光）附きとなり、徒頭や使番を歴任する。寛永10年（1633年）豊後府内藩に出張し、当地に配流されていた松平忠直の目付役を務めている。寛永15年（1635年）没。家督は嫡男の忠隆が継いだ。